# Harvungskären
Harvungskären är en halvö i Finland. Den ligger i Korsnäs i landskapet Österbotten, i den sydvästra delen av landet, 300 km nordväst om huvudstaden Helsingfors.